# Micromatta atoma
Micromatta atoma är en spindelart som först beskrevs av Shear 1978.  Micromatta atoma ingår i släktet Micromatta och familjen Tetrablemmidae.
Artens utbredningsområde är Belize. Inga underarter finns listade i Catalogue of Life.